# Transferência da soberania de Hong Kong

O Reino Unido adquiriu a Ilha de Hong Kong em 1842, a Península de Kowloon em 1860 e o arrendamento dos Novos Territórios em 1898.

A transferência da soberania de Hong Kong, também conhecida como "o retorno" na China continental, foi a transferência de Hong Kong do Reino Unido para a China em uma cerimônia em 30 de junho de 1997. O território de Hong Kong compreendia a Ilha de Hong Kong e a Península de Kowloon, que foram cedidas à Grã-Bretanha em 1842 e 1860, respectivamente, e os Novos Territórios, que foram arrendados por 99 anos em 1898. O retrocesso da Ilha de Hong Kong e Kowloon ao domínio chinês foi realizado para coincidir com a expiração do contrato de arrendamento dos Novos Territórios à meia-noite de 30 de junho.
Com uma população de cerca de 6,5 milhões de pessoas em 1997, Hong Kong constituía 97 por cento da população total de todos os Territórios Dependentes da Grã-Bretanha na época e foi um dos últimos territórios coloniais significativos do Reino Unido. A transferência é frequentemente considerada como o marco do fim definitivo do Império Britânico.

## Cerimônia de transferência
A cerimônia de entrega foi realizada na nova ala do Centro de Convenções e Exposições de Hong Kong em Wan Chai na noite de 30 de junho de 1997.
O principal convidado britânico foi o príncipe Charles, que leu um discurso de despedida em nome da rainha. O recém-eleito primeiro-ministro Trabalhista, Tony Blair, o secretário de Relações Exteriores Robin Cook, o governador que está deixando Chris Patten e o general Sir Charles Guthrie, chefe do Estado-Maior de Defesa, também compareceram.
Representando a República Popular da China estavam o presidente, Jiang Zemin, o premiê, Li Peng, e o primeiro presidente-executivo, Tung Chee-hwa. O evento foi transmitido para todo o mundo.

## Reação internacional
A República da China em Taiwan promulgou as Leis e Regulamentos Relativos aos Assuntos de Hong Kong e Macau em 2 de abril de 1997 por Ordem Presidencial, e o Yuan Executivo em 19 de junho de 1997 ordenou que as disposições relativas a Hong Kong entrassem em vigor em 1 de julho de 1997.
A Lei de Política dos Estados Unidos – Hong Kong ou mais comumente conhecida como Lei de Política de Hong Kong (PL no. 102-383m 106 Estat. 1448) é uma lei de 1992 promulgada pelo Congresso dos Estados Unidos. Ele permite que os Estados Unidos continuem a tratar Hong Kong separadamente da China para questões relativas à exportação comercial e controle econômico após a transferência. 
Os Estados Unidos foram representados pela então Secretária de Estado Madeleine Albright na cerimônia de entrega de Hong Kong. No entanto, ela o boicotou parcialmente em protesto contra a dissolução da legislatura de Hong Kong democraticamente eleita pela China.

## Fim do Império Britânico
A transferência marcou o fim do domínio britânico em Hong Kong, que foi o último território ultramarino substancial da Grã-Bretanha. Embora na lei estatutária estabelecida pelo Parlamento, Hong Kong Britânico não tivesse status de preeminência vis-à-vis os outros Territórios Dependentes Britânicos (como eles foram então classificados antes do termo Território Britânico Ultramarino ser introduzido em 2002), Hong Kong foi de longe o mais populoso e economicamente potente. Em 1997, a colônia tinha uma população de aproximadamente 6,5 milhões, o que representava cerca de 97% da população dos Territórios Dependentes Britânicos como um todo naquela época (a segunda maior, Bermuda, tendo uma população de aproximadamente 62 000 em 1997). Com um produto interno bruto de aproximadamente US$ 180 bilhões no último ano de domínio britânico, a economia de Hong Kong era cerca de 11% do tamanho da Grã-Bretanha. Portanto, embora as economias do Reino Unido e de Hong Kong tenham sido medidas separadamente, a transferência significou que a economia britânica em seu sentido mais amplo tornou-se substancialmente menor (em comparação, a aquisição de Hong Kong aumentou o tamanho da economia chinesa, que era menor que o do Reino Unido, em 18,4%). Como comparação com Hong Kong, em 2017 as Bermudas (assim como a população, o maior economicamente dos territórios restantes da Grã-Bretanha) tiveram um PIB de apenas US$ 4,7 bilhões.

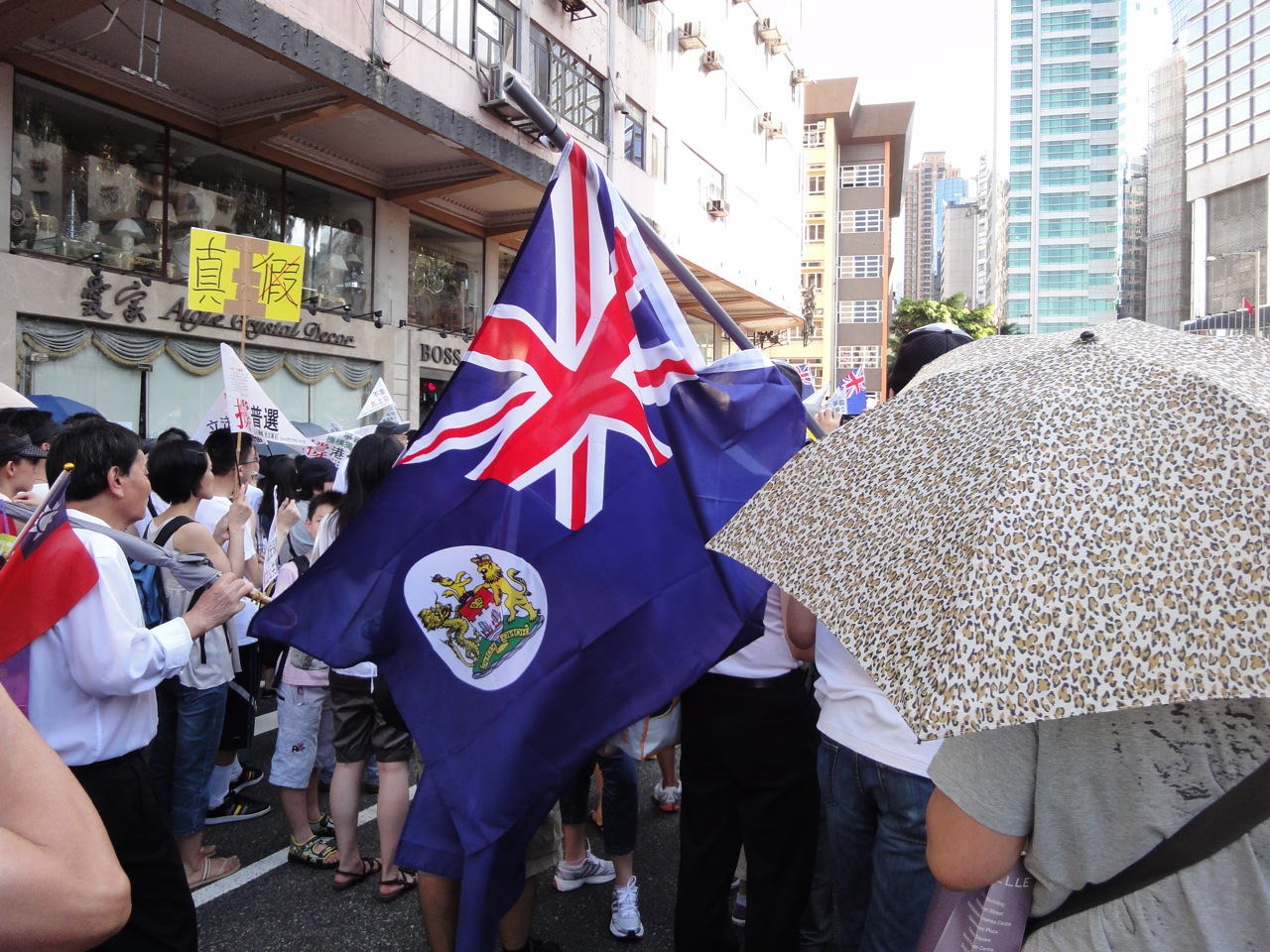
Hong Kong, 1º de julho, marcha com bandeira britânica de Hong Kong

A cessão de Hong Kong significou que os territórios restantes da Grã-Bretanha (exceto o próprio Reino Unido) doravante consistiam em terras desabitadas (por exemplo, o Território Antártico Britânico), pequenas ilhas ou micro massas de terra (como Montserrat ), territórios usados como bases militares (por exemplo, Akrotiri e Dhekelia na ilha de Chipre, ela própria uma ex- colônia da coroa concedida independência em 1960), ou uma combinação das duas últimas (como Gibraltar). Embora muitos dos territórios restantes da Grã-Bretanha sejam significativos para a economia global por serem centros financeiros offshore (Bermudas, Ilhas Virgens Britânicas, sendo as Ilhas Cayman as mais proeminentes), suas economias são insubstanciais. Demograficamente, eles também são minúsculos em comparação com a Grã-Bretanha, com uma população coletiva de menos de 0,4% da população de 2017 da Grã-Bretanha de 66 milhões. Em 2018, a população combinada dos restantes quatorze Territórios Ultramarinos da Grã-Bretanha era de aproximadamente 250 000, o que é menos do que todos, exceto três distritos de Hong Kong, e aproximadamente igual à da cidade de Westminster.
Consequentemente, porque a cessão de Hong Kong ocorreu no final de meio século de descolonização e porque a transferência significou que o Reino Unido ficou sem territórios ultramarinos, domínios ou colônias significativas pela primeira vez em sua história (a Grã-Bretanha, tendo sido legada os domínios incipientes de seu posterior império ao herdar as possessões coloniais do Reino da Inglaterra após a aprovação dos Atos de União de 1707, sempre tendo sido uma potência imperial, ab initio), a transferência de Hong Kong para a China é considerada por alguns como marcando a conclusão do Império Britânico, sendo 1 de julho de 1997 sua data de término e a cerimônia de entrega seu último ato diplomático.